# Гравець у крокет
«Гравець у крокет» (англ. The Croquet Player) — фантастична повість (у низці джерел твір названо романом) британського письменника Герберта Веллса. Уперше повість видана в 1936 році в лондонському видавництві «Chatto & Windus». Повість вийшла в світ під час громадянської війни в Іспанії, і в ній письменник у алегоричній формі описує небезпеку поширення у тогочасному європейському суспільстві фашизму, та висловлює неприйняття позиції невтручання частини забезпечених матеріально його сучасників, що зайняті виключно своїми особистими справами, а також несприйняття позиції європейських урядів щодо невтручання у громадянську війну в Іспанії.

## Сюжет повісті
Оповідь повісті ведеться від імені свідомо не названого автором молодого чоловіка, який народився за кілька років до Першої світової війни. Він вважає себе одним із найкращих у світі гравців у крокет, хорошим лучником та тенісистом; великі статки дозволяють йому практично весь вільний час витрачати на спортивні ігри. Після розлучення батьків головний герой повісті проживає разом із своєю тіткою, міс Фробішер, активною учасницею жіночого гуманістичного руху, постійно їздить по світу у справах цього руху, а вільний час разом із племінником проводить на спортивних майданчиках. З початку повісті читачі дізнаються, що головний герой із тіткою відпочивають на одному із курортів Нормандії після одного із з'їздів жіночого гуманістичного руху. На цьому курорті він познайомився з іншим англійцем, лікарем за професією, Фінчеттоном. У розмові новий знайомий розповів головному герою повісті, що його тривалий час мучать кошмари та погані передчуття. Протагоніст зацікавився історією життя Фінчеттона, і вислухав його розповідь.
Новий знайомий розповів йому, що після тривалого перенапруження він вирішив покинути роботу в лондонській клініці, та поїхати в малолюдну місцевість біля так званого Каїнового болота, де він практично не мав конкуренції як лікар. Спочатку місцеві жителі здались йому тихими та привітними, проте старий місцевий священник повідомив йому, що цей зовнішній спокій оманливий, а в окрузі постійно зростає кількість убивств та самогубств. Пізніше й у самого Фінчеттона з'являються ознаки психічних порушень — безсоння, нічні кошмари, навіть галюцинації. Надалі подібні ознаки лікар почав знаходити й у навколишніх місцевих жителів, причому майже всі вони боялись темряви. Фінчеттон вирішив поговорити про можливі причини цього явища зі старим священником, який сам повідомив, що після переїзду в цю місцевість він не може знайти спільної мови з дружиною, хоча раніше вони жили дуже дружно, а місцеві жителі дуже грубо поводяться з членами своєї родини, включно з дітьми, та з особливою жорстокістю ставляться до тварин. На запитання про причини появи цих порушень психіки старий священник спочатку не хотів відповідати, проте пізніше припустив, що причиною є розкопки старих могил, особливо археологічні розкопки поховань первісних людей. Після виходу з будинку священника Фінчаттон і сам почав спостерігати навколо себе привиди первісних людей. Для порад щодо боротьби з цим явищем він вирішив звернутися до молодого священника із сусідньої церкви. Проте цей священник сказав, що причиною цих явищ є те, що люди відвернулись від Бога та потрапили під вплив диявола, причому вимовив це із яскраво вираженим фанатичним виразом обличчя. Фінчаттон зрозумів, що й цей священник потрапив під вплив загального психозу. Фінчаттон вирішив для відпочинку своєї нервової системи поїхати до найближчого природничого музею. Він поговорив із співробітником музею, який займався археологією, і той повідомив Фінчаттону, що дійсно в цій місцевості ще сотні тисяч років тому жили первісні люди, й навіть показав велетенський череп одного з них. Побачивши череп, Фінчаттон вирішив, що дух саме цієї древньої істоти спричинює загальний психоз у цій місцевості. Співробітник музею також підтримав цю думку, і більше того, він сказав, що й у всьому світі люди заражені цим психозом внаслідок того, що люди почали частіше заглядати в своє минуле і майбутнє. Способу лікування співробітник музею не знав, проте порадив звернутися із порадою до лондонського лікаря-психіатра Норберта, який займався лікуванням саме такого психічного розладу. По дорозі додому Фінчаттон спостерігає численні прояви жорстокості та психічних розладів у жителів цієї місцевості, а уві сні бачить кошмари, в тому числі полчища озброєних людей та авіанальоти із загиблими дітьми. Після цих видінь Фінчаттон негайно відбув до лондонського психіатра, який порадив йому змінити обстановку, та відрізняти реальні події від своїх страхів і видінь.
Невдовзі до розмови Фінчаттона і гравця у крокет приєднався і сам лондонський психіатр Норберт, та, підтвердивши все сказане Фінчаттоном, запропонував гравцю в крокет оцінити все сказане своїм пацієнтом. Проте гравець у крокет вирішив ухилитися від відповіді, мотивуючи це тим, що тітка чекає його на сніданок, запропонувавши продовжити розмову пізніше. Удруге гравець у крокет прийшов на місце зустрічі трохи більше за добу після знайомства з Фінчаттоном і Норбертом, і описаний Фінчаттоном образ первісної людини тривалий час стояв у нього перед очима. На зустріч прийшов лише психіатр Норберт, який повідомив гравцю в крокет, що вся ця історія — лише плід фантазії Фінчаттона, проте в цілому світі дійсно відбувається переродження свідомості людей, що супроводжується поверненням психіки людини до часів первісного суспільства. Психіатр повідомляє гравцю в крокет, що він і сам перехворів такою хворобою, проте сам розробив і лікування до неї. Він запропонував головному герою повісті приєднатися до боротьби з пошестю, повідомивши, що лише найсильніші можуть боротися із нею. Проте гравець у крокет відмовляється від пропозиції, та повідомляє, що в нього вже запланована гра в крокет із тіткою на половину першої години дня.

## Відгуки
Сучасник Веллса, Джон Бойнтон Прістлі дуже хвалив повість, та порівнював її із антивоєнним романом Томаса Манна «Маріо і чарівник», виданому в 1928 році. На думку радянських літературознавців та літературних критиків, ця повість є найбільш антивоєнним твором у творчості Веллса, а образ «гравця у крокет» є яскраво вираженим образом типового обивателя, та відображенням політики тогочасних європейських урядів, які своєю політикою невтручання сприяли приходу до влади фашистів та подальшому розв'язуванню Другої світової війни.